# He's Misstra Know-It-All
Singles de Stevie Wonder
Don't You Worry 'bout a Thing
(1973) You Haven't Done Nothin'
(1974)
He's Misstra Know-It-All est une chanson de l'auteur-compositeur-interprète Stevie Wonder parue sur son album Innervisions en 1973. 
Plus gros succès au Royaume-Uni issu de cet album, beaucoup y voit une critique de Richard Nixon et de sa politique, comme le sera You Haven't Done Nothin' qui sortira la même année mais sur son album suivant, Fulfillingness' First Finale.

## Contexte
La chanson est une longue description d'un personnage associé à un "Monsieur Je-Sais-Tout", qui est corrompu et a réponse à toutes les critiques qui lui sont faites. Elle ferait référence au président des États-Unis Richard Nixon, bien que Stevie Wonder ne l'ait jamais clairement confirmé,,. Elle sera suivie quelques mois plus tard par You Haven't Done Nothin' (sur son album Fulfillingness' First Finale), une nouvelle critique du même président. 
Elle sort en single le 1er avril 1974 chez Tamla (réf. TMG892) accompagnée par You Can't Judge a Book by Its Cover en face B, une chanson coécrite par Wonder, Henry Cosby et Sylvia Moy. Celle-ci fut enregistrée dès 1969 et diffusée une première fois via son album Signed, Sealed and Delivered en 1970.
La chanson sort à nouveau en 1977 en guise de face B du single Sir Duke.

### Crédits
- Stevie Wonder : voix, chœurs, piano, percussions, claps, synthétiseur TONTO (en), congas
- Willie Weeks : basse électrique[8]

## Classements
La chanson atteint le top 10 du classement au Royaume-Uni, ce qui en fait le plus grand succès dans le pays parmi les singles issus de cet album.
| Classement (1974)              | Meilleure position |
| ------------------------------ | ------------------ |
| Royaume-Uni (UK Singles Chart) | 10                 |

## Reprises
Informations issues de SecondHand Songs, sauf mention contraire.
- John O'Hara (en), sur A Look Through the 70's (1974)
- Hue and Cry (en), en face B de leur single My Salt Heart (1991)

### Adaptations en langue étrangère
| Année | Langue      | Titre              | Adaptation                             | Interprète(s) |
| ----- | ----------- | ------------------ | -------------------------------------- | ------------- |
| 1975  | Néerlandais | Zij is m'n liefste | Cees Vermeulen Windsant, René Cooymans | Mike Vincent  |